# Paulo Jorge Mansur
Paulo Jorge Mansur (Igarapava, 4 de dezembro de 1915 — Santos, 8 de fevereiro de 2007) foi um radialista e político brasileiro. Filho de Jorge Mansur e Gandura Mansur.
Elegeu-se deputado federal pelo PTB-SP em 1962, com 19.933 votos. Teve o mandato cassado e os direitos políticos suspensos após o Golpe de 1964. Voltou à vida pública com a Anistia e elegeu-se suplente de deputado federal pelo PTB em 1982. Seu filho Beto Mansur também seguiu carreira política e se elegeu deputado federal.

## A Era do Rádio
Paulo Jorge Mansur residiu na Síria dos quatro aos 12 anos de idade e, ao voltar para o Brasil, cursou o secundário no Instituto Mackenzie, em São Paulo, concluindo-o em 1933. Radialista, trabalhou na Rádio Difusora Paulista, onde transmitiu programas musicais. Lançou o primeiro rádio-teatro em língua árabe através de emissoras paulistas e, em 1946, tornou-se proprietário da Rádio Cultura de São Vicente (SP).
A Sociedade Rádio Cultura São Vicente foi fundada por Paulo Jorge Mansur, Salim Mansur e Jorge Mansur Filho, em 17 de outubro de 1946. Operando inicialmente pelo prefixo ZYH-3, instalou-se num chalé ao lado do Clube Hípico, na Avenida Antonio Emmerich, transmitindo seus sinais com 100 watts de potência. Em 1953, instalou antena e transmissor numa área defronte ao Jockey Club São Vicente. A Rádio Cultura foi a primeira emissora santista a cobrir os Jogos Abertos do Interior, diretamente de Ribeirão Preto, através de ondas curtas, e o Congresso Nacional de Municípios Brasileiros. Um dos seus maiores feitos foi entrevistar, em 1950, o então presidente recém-eleito Getúlio Vargas, em pleno voo, numa façanha considerada extraordinária para a época, dada a tecnologia disponível. Também foi pioneira, dentre as emissoras brasileiras, na irradiação das eleições dos presidentes Eisenhower e Kennedy, diretamente dos EUA.
Com o advento do uso das ondas de Frequência Modulada (FM), que permite o uso de som estéreo, a força das antigas emissoras de rádio em AM começou a esvair. As primeiras transmissões nesta nova faixa ocorreram em meados da década de 50 no Brasil, com os experimentos da Rádio Imprensa FM, do Rio de Janeiro (1955). Santos teve a honra de lançar a segunda emissora de FM do Brasil, a Cultura, ao lado da paulistana Eldorado, no ano de 1958.
Naquele mesmo ano, Paulo Mansur, já na liderança da emissora, desdobrou a emissora em duas - A Cultura São Vicente AM e a Cultura Santos FM - e levou a estação para a cidade santista. Em 1964 entravam na sociedade Paulo Roberto Mansur (que viria a ser prefeito de Santos entre 1997 e 2004), Gilberto Mansur e Maria Gomes Mansur.

## Câmara dos Deputados
No pleito de outubro de 1958, candidatou-se a uma cadeira na Câmara dos Deputados na legenda do Partido Socialista Brasileiro (PSB), mas não teve êxito. Em outubro de 1962, com o apoio majoritário da Baixada Santista, onde foi o candidato mais votado, elegeu-se deputado federal por São Paulo na legenda da coligação entre o PSB e o Partido Trabalhista Brasileiro (PTB). Assumindo o mandato em fevereiro do ano seguinte, tornou-se membro da Comissão de Relações Exteriores da Câmara dos Deputados.
Conforme declarou ao Correio Brasiliense, manifestou-se favoravelmente à manutenção de relações comerciais com todos os países, ao regime presidencialista, à reforma eleitoral com a extensão do direito de voto a todos os cidadãos, e à reforma agrária cooperativista, com a desapropriação dos latifúndios improdutivos mediante o pagamento de uma indenização em títulos da dívida pública. Defendeu também o intervencionismo econômico e o monopólio estatal dos minérios atômicos, da energia elétrica, das telecomunicações e do petróleo, bem como a participação dos municípios na renda tributária nacional e a criação de um banco dos municípios, destinado a fomentar o desenvolvimento interno do país. Apoiou ainda a unificação das pastas militares, a criação do Ministério do Planejamento e as reformas tributária e bancária.
Com o Golpe Militar de 1964, teve o mandato cassado em junho com base no Ato Institucional nº 1 (9/4/1964)
No dia 6 de dezembro de 2012, a Câmara dos Deputados devolve simbolicamente os mandatos dos 173 cassados pela ditadura militar. A solenidade ocorreu no Plenário da Câmara, em Brasília, em sessão solene com todo o cerimonial de posse. Paulo Mansur, falecido em 2007, aos 91 anos, foi representado na solenidade por seu filho Beto Mansur (PP), deputado federal e ex-prefeito de Santos. Acompanhado da esposa, dona Ylidia Mansur, o deputado, parentes, familiares, e outros políticos homenageados, subiram a rampa do Congresso Nacional e, recebidos no tapete vermelho, se dirigiram ao Plenário onde ocorreu a solenidade oficial de posse parlamentar. "Esse ato resgata um momento em que as pessoas eram perseguidas por terem uma opinião”, recorda Beto Mansur, sobre a restituição, ainda que simbólica, do mandato de seu pai. “Fico extremamente orgulhoso de ver que o nosso país reconhece e presta sua homenagem aos políticos que tiveram seus mandatos cassados”.